# Depotvondst van Broighter

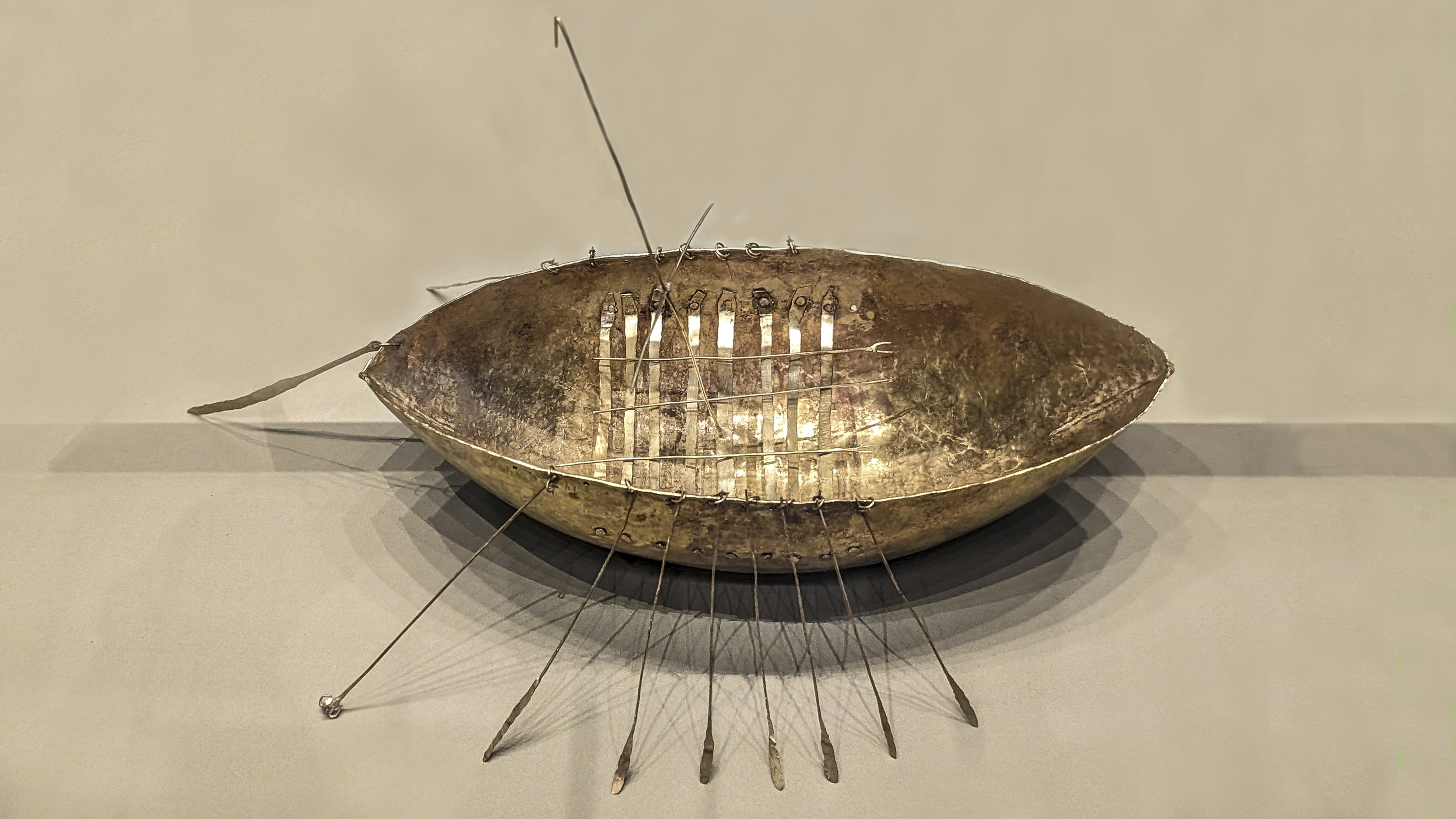
boot

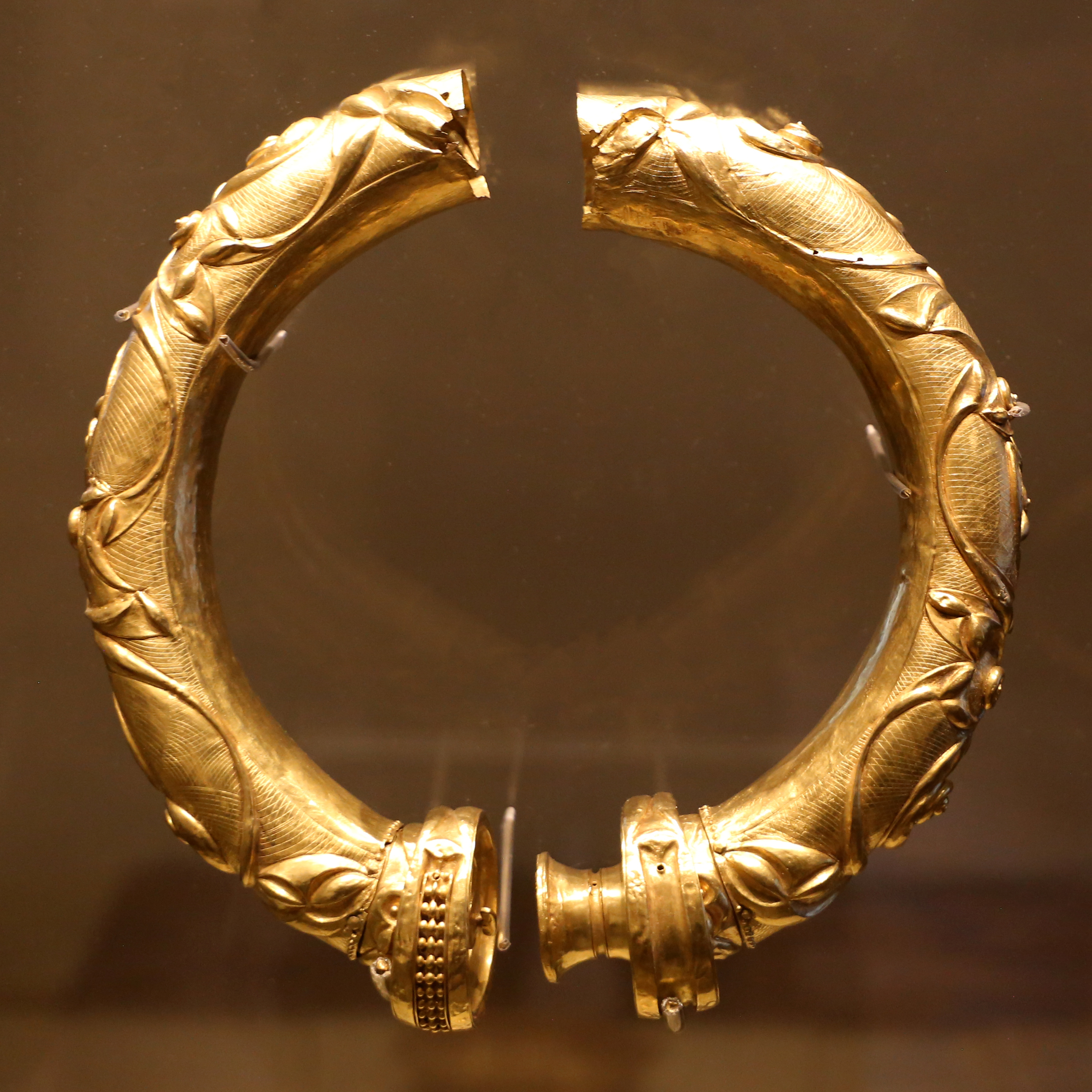
gouden torque

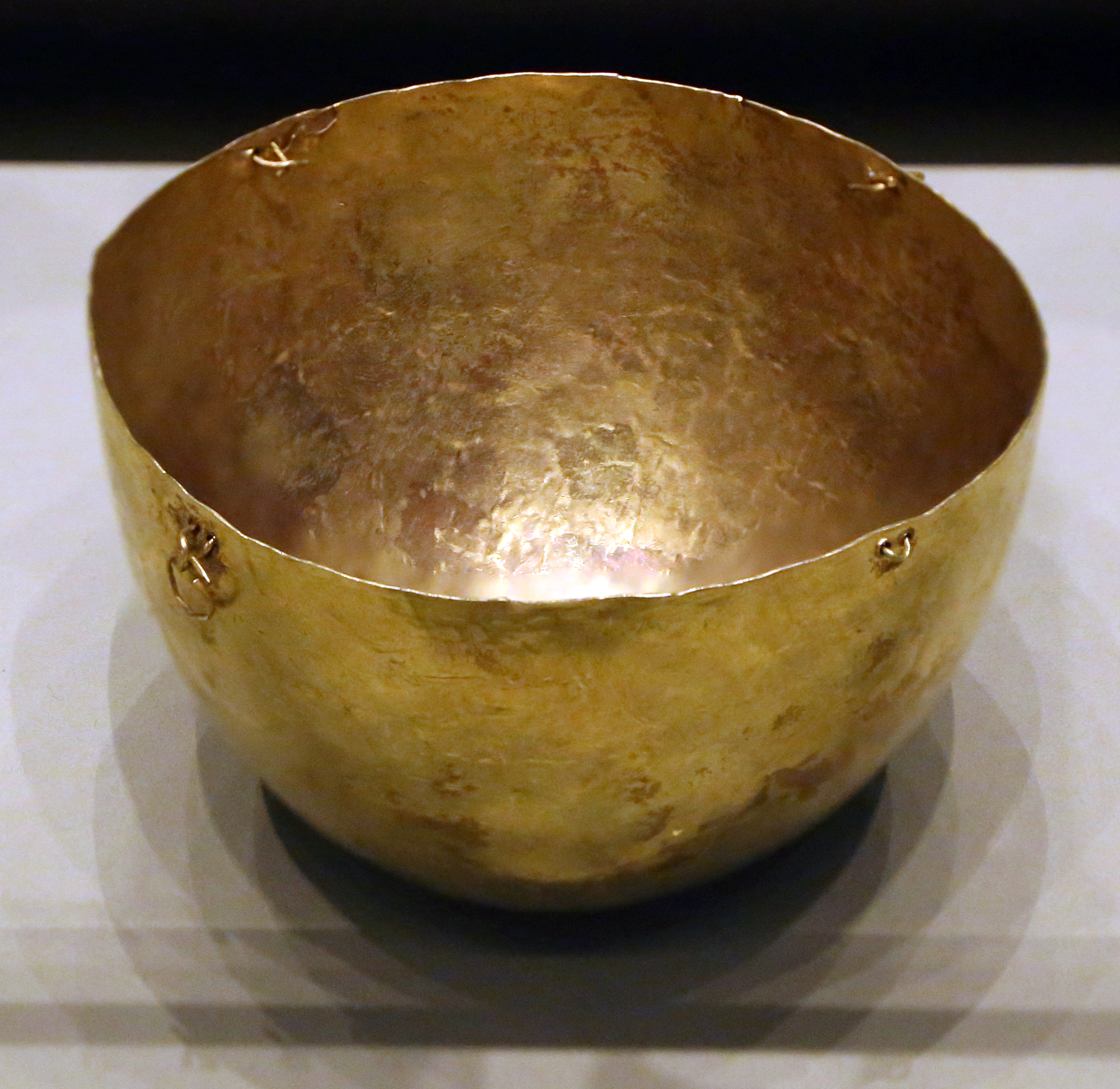
kom

De depotvondst van Broighter is een verzameling gouden voorwerpen uit de IJzertijd, uit 1e eeuw voor Christus. De voorwerpen werden in februari 1896 gevonden door Tom Nicholl en James Morrow op landbouwgrond in de buurt van Limavady, Noord-Ierland. De schat omvat een 18 cm lange gouden boot, een gouden torque en schaal en enkele andere sieraden.
De depotvondst wordt bewaard in het National Museum of Ireland. De torque werd beschreven als het beste voorbeeld van La Tène-goudbewerking in Ierland.

## Beschrijving
Merkwaardig aan de vondst is dat na analyse bleek dat het goud uit dezelfde vindplaats kwam maar de stijl van uitvoering zowel Romeins als Keltisch is.
De boot meet 18,4 cm bij 7,6 cm en weegt 85 gram, en is voorzien van een mast, banken, roeidollen, twee rijen van negen roeispanen en een peddel als roer. In de boot vond men gereedschap om te grijpen, drie vorken, een loopplank en een speer. De boot suggereert dat de schat een votief was voor de Keltische zeegod Manannán mac Lir.
Het andere opmerkelijke voorwerp was de torque of kraag, 19 cm in diameter, met bufferklemmen, met behulp van een pen- en gatverbinding. De holle buis waaruit de ring bestaat is 2,86 cm in diameter. Het scharnier, nodig om de torque aan te brengen is er niet meer. De bevestiging bestaat uit een "T"-stuk dat in een gleuf past als de torc wordt gesloten. Er kan dan een deel worden gedraaid dat de "T" vasthoudt en voorkomt dat het opengaat.